# Gymnasium München Feldmoching
Das Gymnasium München Feldmoching ist ein staatliches naturwissenschaftlich-technologisches sowie sprachliches Gymnasium im Münchner Stadtteil Feldmoching.

## Beschreibung
Es liegt an der Georg-Zech-Allee 16/Ecke Lerchenauer Straße am Lerchenauer Feld, nördlich des Fasaneriesees. Das Gymnasium München Feldmoching wurde am  1. August 2020 (als 40. Gymnasium in öffentlicher Trägerschaft in München) als provisorischer dreistöckiger Pavillonbau begründet. Pausenbereich und Mensa befindet sich gegenüber der Georg-Zech-Alle im Süden. Der Unterricht startete im Herbst 2020 in drei sogenannten Vorläuferklassen. Die Vorläuferklassen stammen aus dem Gymnasium München/Moosach. Es ist München nördlichstes sowie das bisher einzige Gymnasium im Stadtbezirk Feldmoching-Hasenbergl.

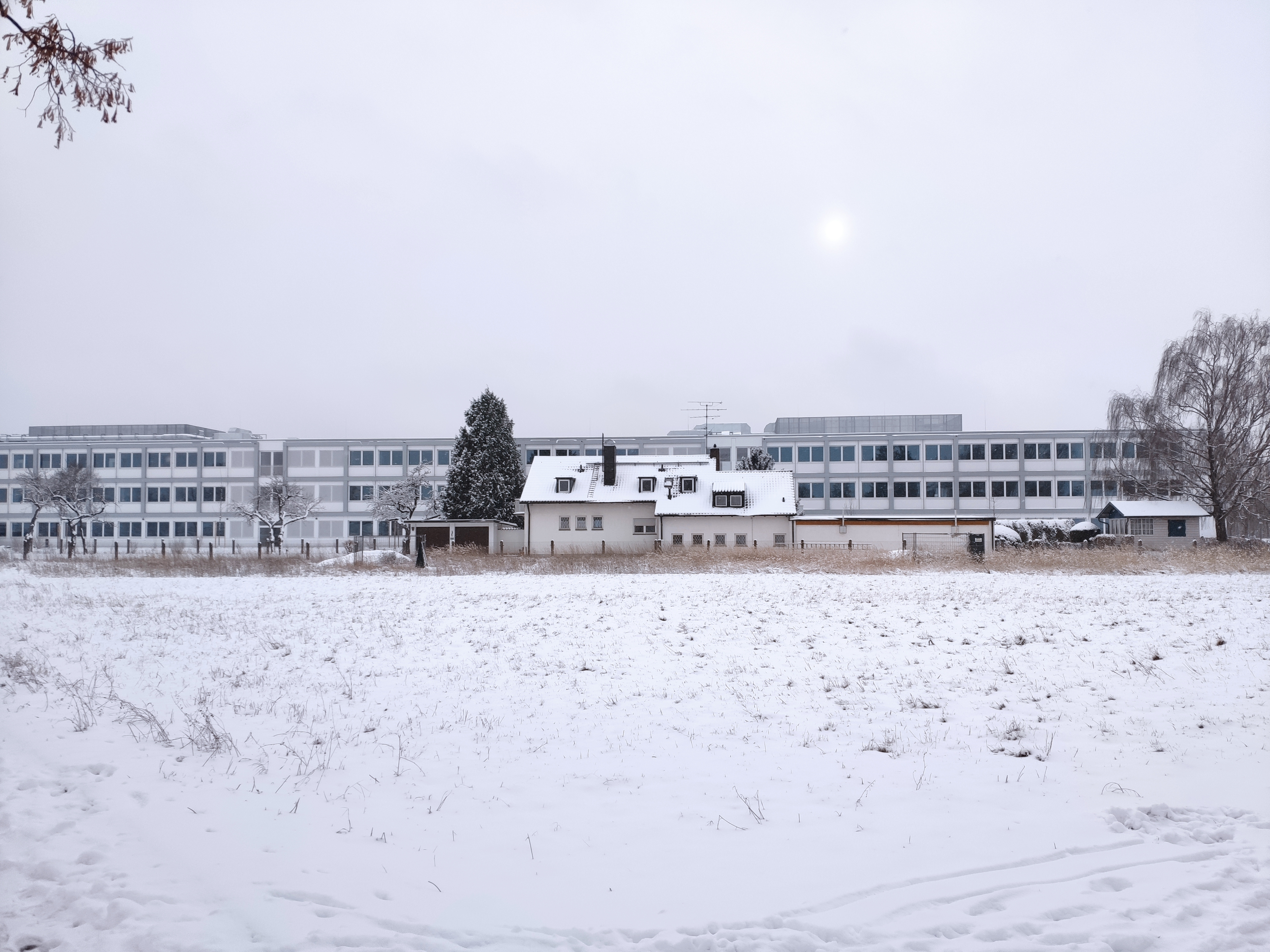
Blick von der Lerchenauerstraße auf die Schule
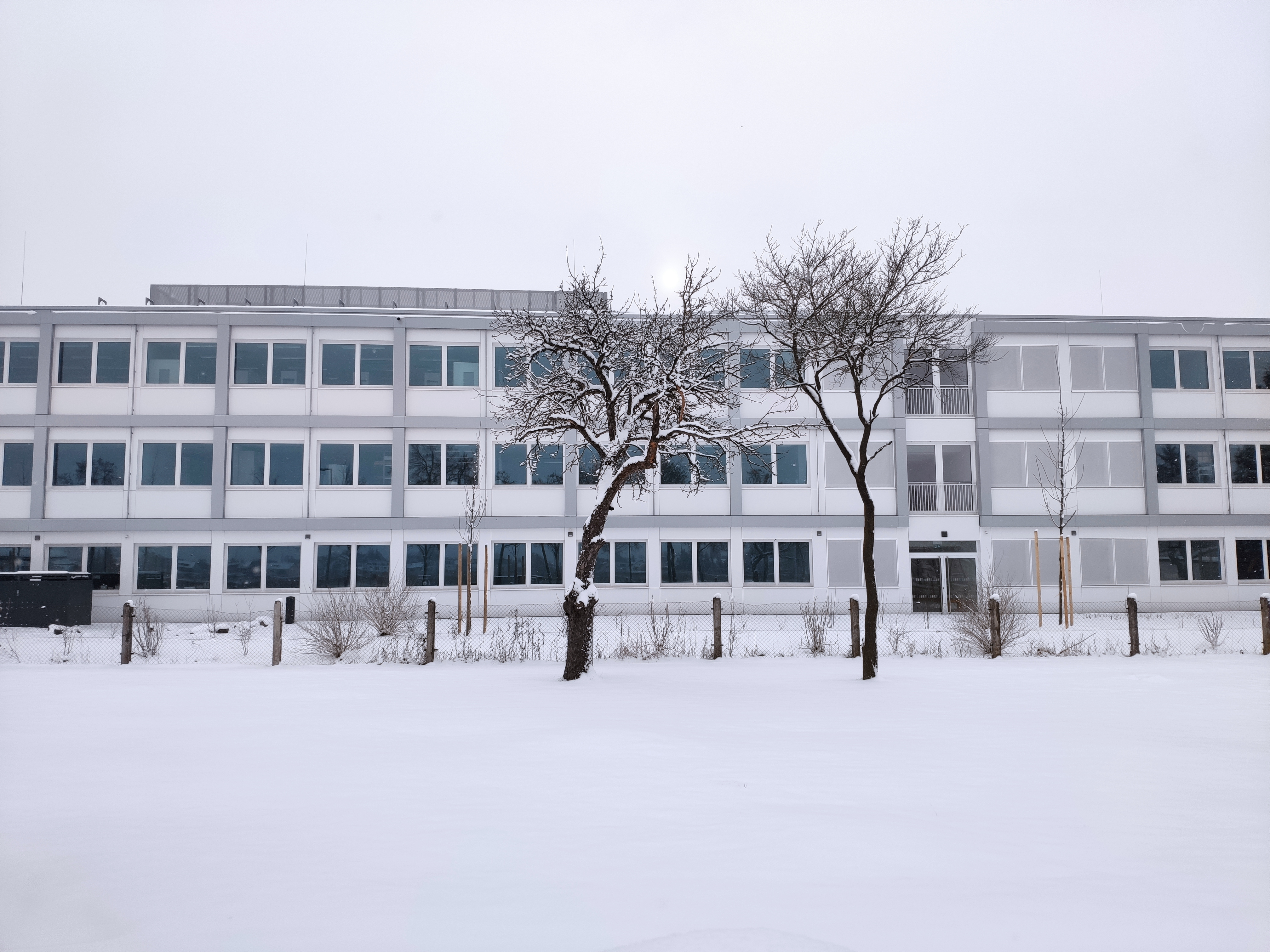
Dreistöckiges Schulgebäude (Pavillon)
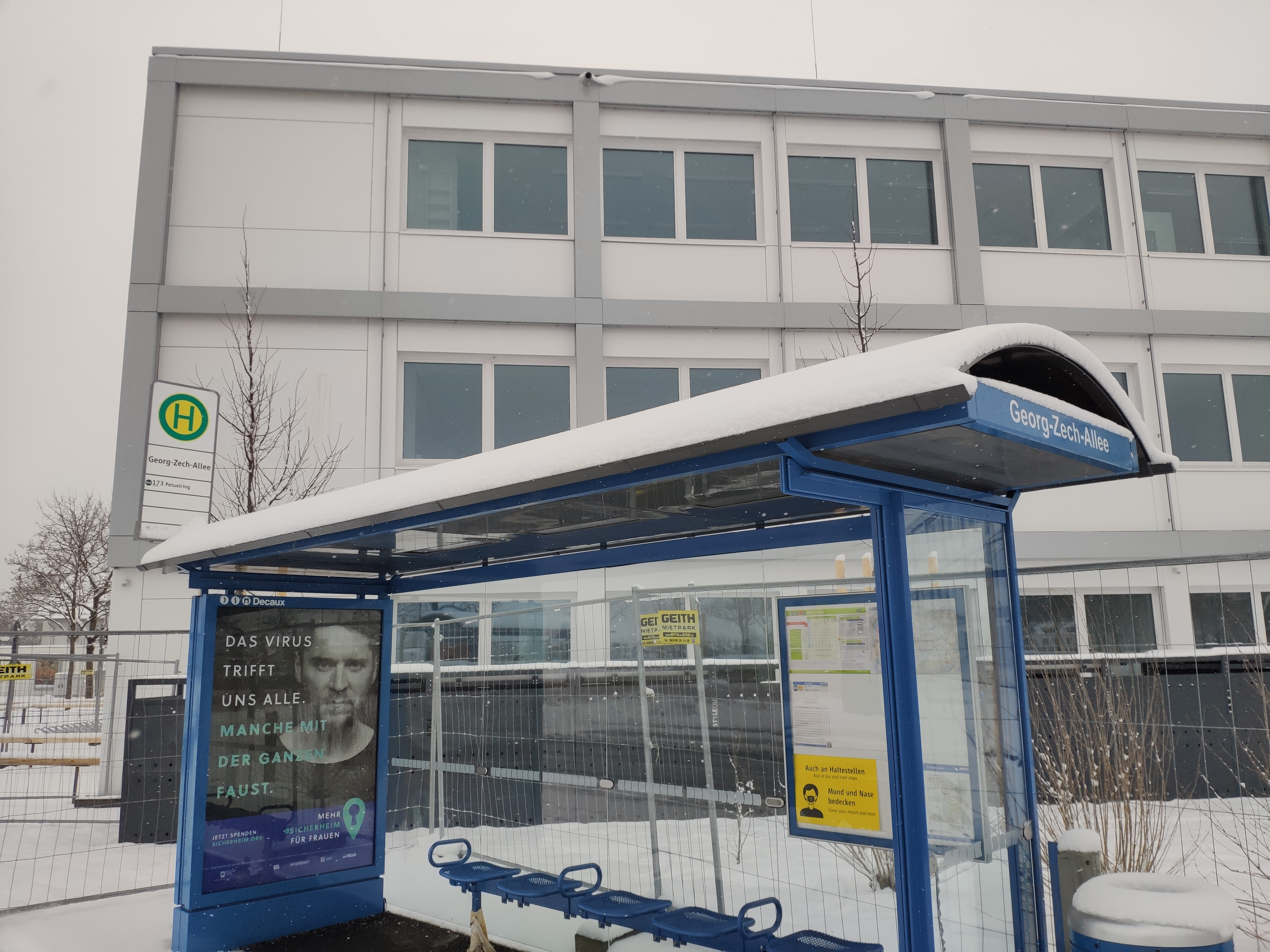
Bushaltestelle am Gymnasium München Feldmoching